# イギリス海外派遣軍 (第一次世界大戦)
第一次世界大戦におけるイギリス海外派遣軍（British Expeditionary Force、BEF）は、第一次世界大戦時にイギリス陸軍が編成した組織。イギリス陸軍の主力として、1914年に編成され西部戦線においてドイツ軍と戦闘を行なった。イギリス帝国として、カナダやオーストラリアからの部隊も組み込まれている。大戦の終結に伴い、1918年に廃止された。

## 概要

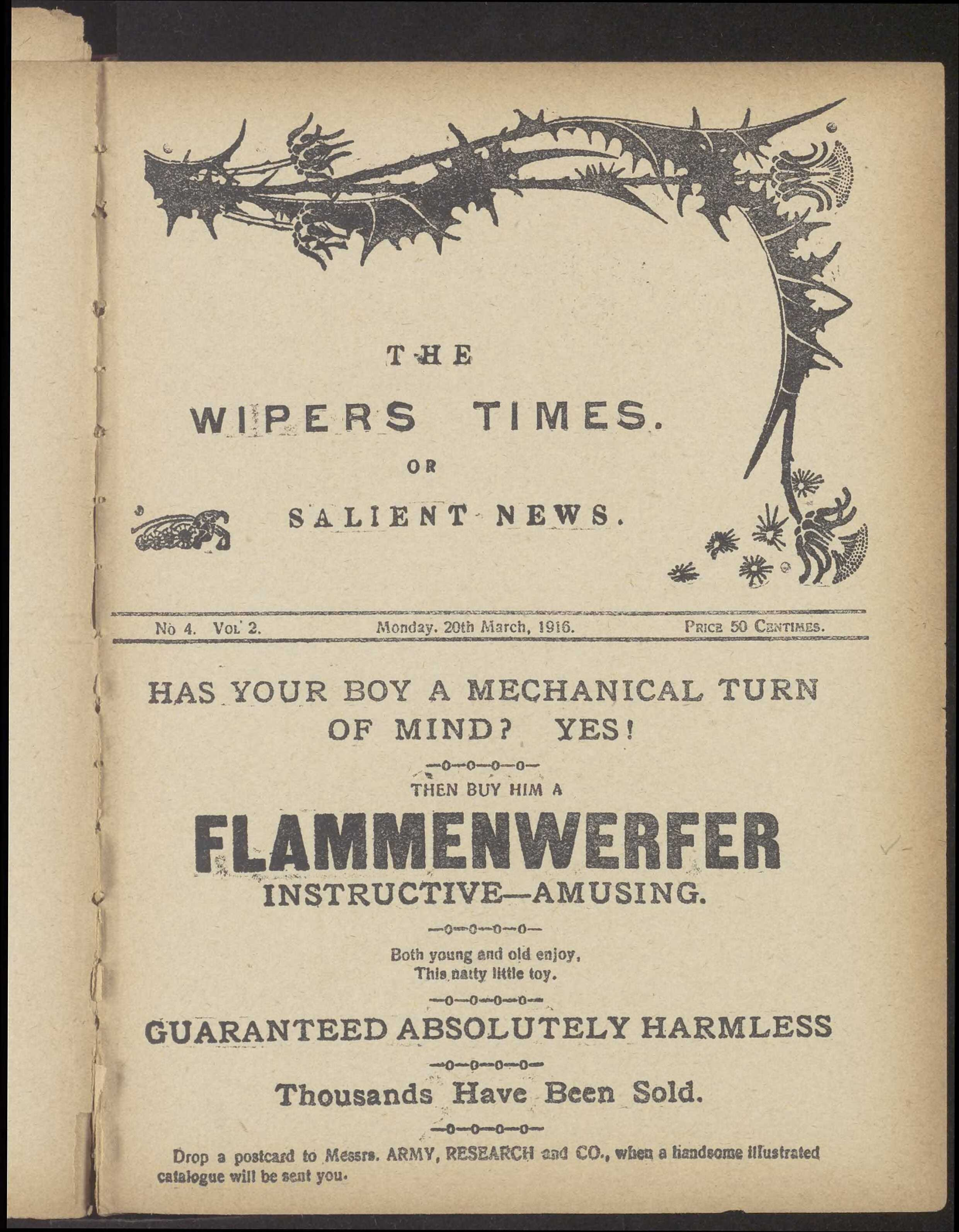
イーペルの塹壕でイギリス軍兵士が発行していた定期刊行物『ワイパーズ・タイムズ』。

1914年8月に、ドイツ帝国がベルギーの中立を侵犯し侵攻を開始すると、イギリスはそれに対抗するために8月4日にドイツに対し宣戦布告した。ジョン・フレンチ元帥指揮下にイギリス海外派遣軍（BEF）を編成、ベルギーへと派遣した。8月下旬には戦闘加入したものの、ドイツ軍の進撃に押され、フランス領内へと退却したが、マルヌ会戦でドイツ軍に打撃を与えている。
その後、西部戦線は塹壕戦となり、膠着状態に陥った。BEFはフランス北部を担当しており、北のベルギー軍と南のフランス軍を結ぶ配置にあった。消耗も激しかったが、キッチナー陸軍や植民地軍の増援を受け、1918年には反攻に転じ、ドイツ軍を撃破した。